# Gramatka
Gramatka (faramuszka, biermuszka) — polewka z piwa, danie kuchni staropolskiej, zaliczane do postnych, chętnie również podawane na śniadanie, wyparte w tej roli przez kawę.  
Wspólnym mianownikiem wielu receptur przygotowania gramatki było jedynie piwo. W zależności od potrzeb i upodobań, dodawano doń np. masło, żółtka jaj, śmietanę, twaróg, kminek, chleb, cynamon, cukier. Samuel Linde podał za Syreniuszem przepis następujący: 

Ośrzodkę z chleba z winem a z cukrem, bo w piwie warzyć, masła a soli przydawszy, polnego kminu dla smaku trochę, będzie gramatka albo biermuszka. 

Danie wzmiankowano również w Panu Tadeuszu:
Panie starsze już wcześniej wstawszy piły kawę,
Teraz drugą dla siebie zrobiły potrawę:
Z gorącego, śmietaną bielonego piwa,
W którym twaróg gruzłami posiekany pływa.